# Список померлих за роками
Це список смертей видатних людей, упорядкований за роками. Нові статті про смерть дописуються до відповідного місяця (наприклад, Померли у січні 2015), а потім додаються сюди.

## 2025
- Січень[en]
- Лютий[en]
- Березень

## 2024
- Січень[en]
- Лютий[en]
- Березень[en]
- Квітень[en]
- Травень[en]
- Червень[en]
- Липень[en]
- Серпень[en]
- Вересень[en]
- Жовтень[en]
- Листопад[en]
- Грудень[en]

## 2023
- Січень[en]
- Лютий[en]
- Березень[en]
- Квітень[en]
- Травень[en]
- Червень[en]
- Липень[en]
- Серпень[en]
- Вересень[en]
- Жовтень[en]
- Листопад[en]
- Грудень[en]

## 2022
- Січень[en]
- Лютий[en]
- Березень[en]
- Квітень[en]
- Травень[en]
- Червень[en]
- Липень[en]
- Серпень[en]
- Вересень[en]
- Жовтень[en]
- Листопад[en]
- Грудень[en]

## 2021
- Січень[en]
- Лютий[en]
- Березень[en]
- Квітень[en]
- Травень[en]
- Червень[en]
- Липень[en]
- Серпень[en]
- Вересень[en]
- Жовтень[en]
- Листопад[en]
- Грудень[en]

## 2020
- Січень[en]
- Лютий[en]
- Березень[en]
- Квітень[en]
- Травень[en]
- Червень[en]
- Липень[en]
- Серпень[en]
- Вересень[en]
- Жовтень[en]
- Листопад[en]
- Грудень[en]

## 2019
- Січень[en]
- Лютий[en]
- Березень[en]
- Квітень[en]
- Травень[en]
- Червень[en]
- Липень[en]
- Серпень[en]
- Вересень[en]
- Жовтень[en]
- Листопад[en]
- Грудень[en]

## 2018
- Січень[en]
- Лютий[en]
- Березень[en]
- Квітень[en]
- Травень[en]
- Червень[en]
- Липень[en]
- Серпень[en]
- Вересень[en]
- Жовтень[en]
- Листопад[en]
- Грудень[en]

## 2017
- Січень[en]
- Лютий[en]
- Березень[en]
- Квітень[en]
- Травень[en]
- Червень[en]
- Липень[en]
- Серпень[en]
- Вересень[en]
- Жовтень[en]
- Листопад[en]
- Грудень[en]

## 2016
- Січень[en]
- Лютий[en]
- Березень[en]
- Квітень[en]
- Травень[en]
- Червень[en]
- Липень[en]
- Серпень[en]
- Вересень[en]
- Жовтень[en]
- Листопад[en]
- Грудень[en]

## 2015
- Січень
- Лютий
- Березень
- Квітень
- Травень
- Червень
- Липень
- Серпень[en]
- Вересень[en]
- Жовтень[en]
- Листопад[en]
- Грудень[en]

## 2014
- Січень
- Лютий
- Березень
- Квітень
- Травень
- Червень
- Липень
- Серпень
- Вересень
- Жовтень[en]
- Листопад[en]
- Грудень[en]

## 2013
- Січень
- Лютий
- Березень
- Квітень
- Травень
- Червень
- Липень
- Серпень
- Вересень
- Жовтень
- Листопад
- Грудень

## 2012
- Січень[en]
- Лютий[en]
- Березень[en]
- Квітень[en]
- Травень[en]
- Червень[en]
- Липень[en]
- Серпень[en]
- Вересень[en]
- Жовтень[en]
- Листопад[en]
- Грудень[en]

## 2011
- Січень[en]
- Лютий[en]
- Березень[en]
- Квітень[en]
- Травень[en]
- Червень[en]
- Липень[en]
- Серпень[en]
- Вересень[en]
- Жовтень[en]
- Листопад[en]
- Грудень[en]

## 2010
- Січень[en]
- Лютий[en]
- Березень[en]
- Квітень[en]
- Травень[en]
- Червень[en]
- Липень[en]
- Серпень[en]
- Вересень[en]
- Жовтень[en]
- Листопад[en]
- Грудень[en]

## 2009
- Січень[en]
- Лютий[en]
- Березень[en]
- Квітень[en]
- Травень[en]
- Червень[en]
- Липень[en]
- Серпень[en]
- Вересень[en]
- Жовтень[en]
- Листопад[en]
- Грудень[en]

## 2008
- Січень[en]
- Лютий[en]
- Березень[en]
- Квітень[en]
- Травень[en]
- Червень[en]
- Липень[en]
- Серпень[en]
- Вересень[en]
- Жовтень[en]
- Листопад[en]
- Грудень[en]

## 2007
- Січень[en]
- Лютий[en]
- Березень[en]
- Квітень[en]
- Травень[en]
- Червень[en]
- Липень[en]
- Серпень[en]
- Вересень[en]
- Жовтень[en]
- Листопад[en]
- Грудень[en]

## 2006
- Січень[en]
- Лютий[en]
- Березень[en]
- Квітень[en]
- Травень[en]
- Червень[en]
- Липень[en]
- Серпень[en]
- Вересень[en]
- Жовтень[en]
- Листопад[en]
- Грудень[en]

## 2005
- Січень[en]
- Лютий[en]
- Березень[en]
- Квітень[en]
- Травень[en]
- Червень[en]
- Липень[en]
- Серпень[en]
- Вересень[en]
- Жовтень[en]
- Листопад[en]
- Грудень[en]

## 2004
- Січень[en]
- Лютий[en]
- Березень[en]
- Квітень[en]
- Травень[en]
- Червень[en]
- Липень[en]
- Серпень[en]
- Вересень[en]
- Жовтень[en]
- Листопад[en]
- Грудень[en]

## 2003
- Січень[en]
- Лютий[en]
- Березень[en]
- Квітень[en]
- Травень[en]
- Червень[en]
- Липень[en]
- Серпень[en]
- Вересень[en]
- Жовтень[en]
- Листопад[en]
- Грудень[en]

## 2002
- Січень[en]
- Лютий[en]
- Березень[en]
- Квітень[en]
- Травень[en]
- Червень[en]
- Липень[en]
- Серпень[en]
- Вересень[en]
- Жовтень[en]
- Листопад[en]
- Грудень[en]

## 2001
- Січень[en]
- Лютий[en]
- Березень[en]
- Квітень[en]
- Травень[en]
- Червень[en]
- Липень[en]
- Серпень[en]
- Вересень[en]
- Жовтень[en]
- Листопад[en]
- Грудень[en]

## 2000
- Січень[en]
- Лютий[en]
- Березень[en]
- Квітень[en]
- Травень[en]
- Червень[en]
- Липень[en]
- Серпень[en]
- Вересень[en]
- Жовтень[en]
- Листопад[en]
- Грудень[en]

## 1999
- Січень[en]
- Лютий[en]
- Березень[en]
- Квітень[en]
- Травень[en]
- Червень[en]
- Липень[en]
- Серпень[en]
- Вересень[en]
- Жовтень[en]
- Листопад[en]
- Грудень[en]

## 1998
- Січень[en]
- Лютий[en]
- Березень[en]
- Квітень[en]
- Травень[en]
- Червень[en]
- Липень[en]
- Серпень[en]
- Вересень[en]
- Жовтень[en]
- Листопад[en]
- Грудень[en]

## 1997
- Січень[en]
- Лютий[en]
- Березень[en]
- Квітень[en]
- Травень[en]
- Червень[en]
- Липень[en]
- Серпень[en]
- Вересень[en]
- Жовтень[en]
- Листопад[en]
- Грудень[en]

## 1996
- Січень[en]
- Лютий[en]
- Березень[en]
- Квітень[en]
- Травень[en]
- Червень[en]
- Липень[en]
- Серпень[en]
- Вересень[en]
- Жовтень[en]
- Листопад[en]
- Грудень[en]

## 1995
- Січень[en]
- Лютий[en]
- Березень[en]
- Квітень[en]
- Травень[en]
- Червень[en]
- Липень[en]
- Серпень[en]
- Вересень[en]
- Жовтень[en]
- Листопад[en]
- Грудень[en]

## 1994
- Січень[en]
- Лютий[en]
- Березень[en]
- Квітень[en]
- Травень[en]
- Червень[en]
- Липень[en]
- Серпень[en]
- Вересень[en]
- Жовтень[en]
- Листопад[en]
- Грудень[en]

## 1993
- Січень[en]
- Лютий[en]
- Березень[en]
- Квітень[en]
- Травень[en]
- Червень[en]
- Липень[en]
- Серпень[en]
- Вересень[en]
- Жовтень[en]
- Листопад[en]
- Грудень[en]

## 1992
- Січень[en]
- Лютий[en]
- Березень[en]
- Квітень[en]
- Травень[en]
- Червень[en]
- Липень[en]
- Серпень[en]
- Вересень[en]
- Жовтень[en]
- Листопад[en]
- Грудень[en]

## 1991
- Січень[en]
- Лютий[en]
- Березень[en]
- Квітень[en]
- Травень[en]
- Червень[en]
- Липень[en]
- Серпень[en]
- Вересень[en]
- Жовтень[en]
- Листопад[en]
- Грудень[en]

## 1990
- Січень[en]
- Лютий[en]
- Березень[en]
- Квітень[en]
- Травень[en]
- Червень[en]
- Липень[en]
- Серпень[en]
- Вересень[en]
- Жовтень[en]
- Листопад[en]
- Грудень[en]

## 1989
- Січень
- Лютий[en]
- Березень[en]
- Квітень[en]
- Травень[en]
- Червень[en]
- Липень[en]
- Серпень[en]
- Вересень[en]
- Жовтень[en]
- Листопад[en]
- Грудень[en]

## 1988
- Січень[en]
- Лютий[en]
- Березень[en]
- Квітень[en]
- Травень[en]
- Червень[en]
- Липень[en]
- Серпень[en]
- Вересень[en]
- Жовтень[en]
- Листопад[en]
- Грудень[en]

## 1987
- Січень[en]
- Лютий[en]
- Березень[en]
- Квітень[en]
- Травень[en]
- Червень[en]
- Липень[en]
- Серпень[en]
- Вересень[en]
- Жовтень[en]
- Листопад[en]
- Грудень[en]